# Janusz Gol
Janusz Gol (Świdnica, Polonia, 11 de noviembre de 1985) es un futbolista polaco que juega de centrocampista en el Arka Gdynia de la I Liga de Polonia.

## Trayectoria
Después de comenzar su carrera deportiva en el Polonia-Stal Świdnica (inicialmente llamado Sparta Świdnica), Gol fichó por el GKS Bełchatów en el mercado de verano de 2008. Un año después, en junio de 2009, amplió su contrato con el GKS hasta el final de la temporada 2010-11. Con el club Górnicy registró 66 apariciones y anotó tres goles. Asimismo, fue convocado por Franciszek Smuda para la selección absoluta de Polonia, defendiendo los colores en ocho ocasiones. Al finalizar su contrato, en febrero de 2011 fichó por el Legia de Varsovia un contrato de tres años y medio. De la mano de Gol, el Legia se alzó con la Copa de Polonia en tres ocasiones (2010-11, 2011-12 y 2012-13), obteniendo además un doblete al proclamarse igualmente campeones de la Ekstraklasa 2012-13.
En julio de 2013 fichó por el FC Amkar Perm ruso por dos años. En su primer periplo en el extranjero, el centrocampista polaco permaneció cinco años en la Liga Premier de Rusia, donde jugó 129 partidos y marcó 10 goles. Sin renovar con el Amkar, regresó a su país natal para jugar en el KS Cracovia, equipo con el que se alzó con la Copa de Polonia el 24 de julio de 2020, a pesar de no jugar la final contra el Lechia Gdańsk. En agosto de 2020, Gol firmó un contrato de dos años con el Dinamo de Bucarest rumano. Sin mucho protagonismo en la Liga I, volvió en 2021 a Polonia para jugar en el Górnik Łęczna y un año más tarde al Arka Gdynia de la segunda división polaca.

## Palmarés
Legia de Varsovia
- Ekstraklasa (1): 2012–13
- Copa de Polonia (3): 2010–11, 2011–12, 2012–13

KS Cracovia
- Copa de Polonia (1): 2019–20

Individual
- Mejor jugador de la Ekstraklasa: 2019[9]